# Noah Gundersen
Noah Gundersen (31 de maio de 1989) é um cantor do gênero musical denominado Indie folk de Seattle, Washington e fundador da extinta banda The Courage.

## Discografia

### Asolo
- Brand New World (EP, 2008)
- Saints & Liars (EP, 2009)
- Family (EP, 2011)
- Ledges (LP, 2014)
- Twenty-Something (EP, 2014)

### Com a bandaThe Courage
- Live at the Triple Door
- Fearful Bones (2010)